# Eugène Fraysse
Maurice Eugène Fraysse (Paris, 24 de agosto de 1879 - data desconhecida) foi um futebolista francês, medalhista olímpico.
Eugène Fraysse competiu nos Jogos Olímpicos de Verão de 1900 em Paris. Ele ganhou a medalha de prata como membro do Club Français, que representou a França nos Jogos.